# アンカバー (アルバム)
『アンカバー』（Uncover）は、2015年1月15日発売のザラ・ラーソンの3枚目のEP（ミニアルバム）。

## 解説
世界デビュー用として、初めて全世界リリースされた作品。収録曲はすべて既にリリースされたものである。
このEPの発売により、2013年にスウェーデンで年間6位の大ヒットを記録したシングル『Uncover』がヨーロッパ全土でヒット、フランスやベルギー、スイスでトップ10入り、スロバキア、チェコ、スペインなどでもチャートインを果たした。

## 収録曲
1. 「Wanna Be Your Baby (Alt Version)」 – 3:04
2. 「Never Gonna Die (Alt Version)」 – 3:40
3. 「Uncover (Alt Version)」 - 3:33
4. 「Carry You Home」 - 4:14
5. 「She's Not Me (Pt. 1 & 2)」 - 4:32
6. 「Rooftop」 - 3:59